# Fernand de Tolède
Fernand de Tolède (en espagnol Fernando de Toledo), né à La Aldehuela en 1527 et mort à Madrid en 1591, est un militaire espagnol, fils illégitime du duc d'Albe, Ferdinand Alvare de Tolède.

## Biographie
Fernando de Tolède nait en 1527, fils naturel du duc d'Albe, avec une meunière. Malgré l'opprobre que cette naissance pourrait valoir au duc, celui-ci le reconnait et lui permet même d'accéder à des fonctions honorifiques ou réelles : chevalier de l'ordre des Hospitaliers, prieur au sein de l'ordre de Saint-Jean de Jérusalem, Vice-roi de Catalogne (représentant de la monarchie en Catalogne) durant neuf ans et membre à partir de mars 1587 du Conseil d'État espagnol du roi d'Espagne Philippe II.
Il participe notamment aux campagnes militaires en Italie de son père en 1555. En 1566, nommé général par Philippe II, il est envoyé avec ses troupes renforcer l'armée agissant dans la ville de La Goulette en Tunisie. Plus tard, il participe à la guerre qui oppose les différents prétendants à la succession de la couronne du Portugal, toujours sous les ordres de son père agissant au compte de Philippe II. Sa dernière participation à une campagne militaire a lieu en 1591 pour réprimer une rébellion en Aragon.
En 1623, le dramaturge et poète espagnol Lope de Vega utilise des éléments de sa jeunesse pour écrire sa comédie Más mal hay en la Aldegüela de lo que suena.